# Zec Chauvin
Pour les articles homonymes, voir Chauvin.
La zec Chauvin est une zone d'exploitation contrôlée de 619 km2, située en partie dans le territoire non organisé du Mont-Valin, dans la municipalité régionale de comté (MRC) Le Fjord-du-Saguenay, dans la région administrative Saguenay–Lac-Saint-Jean, au Québec, au Canada.

## Géographie
La zec Chauvin qui couvre 619 km2, est située sur la nord-est de la rivière Saguenay. Elle est bornée par les rivières Sainte-Marguerite (au sud), et Sainte-Marguerite Nord-Est (à l'est et au nord-est). La zec est située tout près des zec Martin-Valin (à l'ouest) et Nordique (à l'est). Au sud du territoire, la route 172 longe la Sainte-Marguerite.
La sec comporte 249 lacs, dont 231 sont exploités pour la pêche.
La zec compte 75 emplacements de camping défrichés munis de toilettes sèches et de puits absorbants. Ces sites sont conçus pour le camping avec roulotte. Les magnifiques chutes au lac Régis méritent le détour.
Pour s'y rendre, les visiteurs empruntent la route 138 jusqu'à Tadoussac. Cinq kilomètres après le village de Tadoussac, il faut prendre la route 172, en direction du village de Sacré-Cœur. Sur cette route, le visiteur prend le chemin du moulin à droite et puis le chemin C900 jusqu'au poste d’accueil (situé au sud-est du territoire de la ZEC).

## Chasse et pêche
Le territoire de la zec est favorable à l'observation de canards, notamment le garrot d'Islande dont l'espèce est considéré comme un des oiseaux vulnérables de l'est du Canada. Les femelles pondent leurs œufs dans les cavités des gros arbres ou encore dans les nichoirs installées par le Service canadien de la faune. Annuellement, les femelles circulent avec leur couvée de canetons sur les lacs de la zec dès le début de juillet.
Quant à la pêche sportive, l'omble chevalier, l'omble de fontaine et le corégone font l'objet d'une contingence qui est décrite sur le site Internet de la zec.
Quant à la chasse sportive, la zec applique une contingence pour l'orignal, l'ours noir, la gélinotte et le lièvre. Ces gibiers sont généralement abondants dans la zec.

## Toponymie
La dénomination "Chauvin" se réfère à une zec, un lac et un ruisseau, situés dans le territoire de la zec.
Le dénomination de la ZEC rappelle le mérite de Pierre de Chauvin, sieur de Tonnetuit, né à Dieppe (Seine-Maritime) avant 1575 et mort à Honfleur en février 1603. Il a été un capitaine de la marine et de l’armée française, lieutenant général de la Nouvelle-France. En 1600, il est venu établir, un poste de traite de fourrures sur la rive gauche de l'embouchure de la rivière Saguenay, à Tadoussac.
Le toponyme "zec Chauvin" a été inscrit le 5 août 1982 à la Banque des noms de lieux de la Commission de toponymie du Québec.